# Roy Chung
Roy Chung (* 1957 als Chung Ryeu-sup, koreanisch 정류섭, in Seoul, Südkorea; † möglicherweise vor August 2004 in Nordkorea) war ein Soldat der United States Army mit südkoreanischer Staatsangehörigkeit, der bei Bayreuth stationiert war und dort im Juni 1979 verschwand. Es gibt Hinweise darauf, dass er sich danach in Nordkorea aufhielt. Ob Chung desertierte oder entführt wurde, ist unklar. Sein Verbleib nach 1979 ist unbekannt.

## Biografie

### Privates Umfeld
Roy Chung wurde 1957 als Sohn ethnischer Koreaner in der südkoreanischen Hauptstadt Seoul geboren. 1973 emigrierte die Familie in die USA. Der 1928 oder 1929 geborene Vater arbeitete dort in New Jersey als Automechaniker. Eine Quelle beschreibt Chung als streng gläubigen Christen.

### Armeezeit

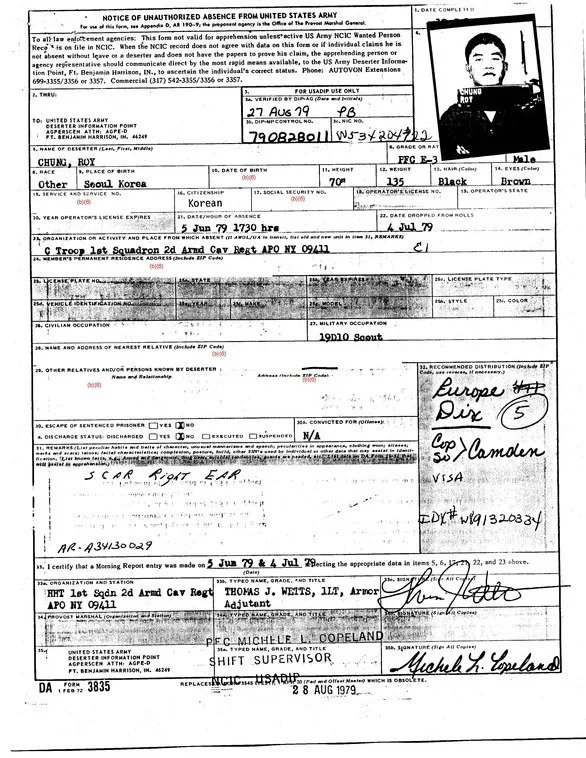
Abwesenheitsmeldung vom 5. Juni 1979

Ohne zuvor die US-amerikanische Staatsbürgerschaft erhalten zu haben, trat Chung 1978 in die US Army ein und bekleidete dort zuletzt den Dienstgrad eines Private First Class. 1979 war er mit dem Zweiten US-Kavallerieregiment in Oberfranken in der Nähe von Bayreuth stationiert, weniger als 100 Kilometer von den Grenzen zur damaligen ČSSR und zur DDR entfernt, die seinerzeit (anders als Nordkorea) Mitglieder des Warschauer Pakts waren.
Ab dem 5. Juni 1979 fehlte Chung in seiner Einheit. In der Folge wurde er zunächst als AWOL („absence without leave“; eigenmächtig abwesend) geführt und einen Monat später zum Deserteur erklärt.

### Nordkorea

#### Leben in Nordkorea
Im September 1979 verkündete Radio Pjöngjang, dass der 22-jährige US-Soldat Chung Ryeu-sup nach Nordkorea übergelaufen sei. Er habe „das entwürdigende Leben und die Erniedrigungen in der auf Aggression ausgerichteten US Army“ nicht mehr ertragen. Danach verbreitete Nordkorea keinerlei Informationen zu Chung mehr. Obwohl keine Bild- oder Tonaufnahmen von Chung selbst veröffentlicht wurden, äußerte das Außenministerium der Vereinigten Staaten im September 1979 in einer Stellungnahme, es habe „wenig Zweifel“ daran, dass sich Chung tatsächlich in Nordkorea aufhalte. Das State Department ging dem Fall nicht nach und setzte sich auch nicht für Chung ein, weil er kein amerikanischer Staatsbürger war und während seiner Armeezeit keinen Zugriff auf geheime Dokumente gehabt hatte.
Die meisten Quellen gehen davon aus, dass Chung vor August 2004 in Nordkorea eines natürlichen Todes starb. Eine offizielle Bestätigung aus Nordkorea gibt es dafür nicht.

#### Fahnenflucht oder Entführung
Die Umstände von Chungs Verschwinden und seines Aufenthalts in Nordkorea sind nicht geklärt.
In vielen Publikationen wird die nordkoreanische Darstellung aufgegriffen, wonach Chung ein Deserteur sei. Dies zugrunde gelegt, wäre er nach Larry Abshier, James Joseph Dresnok (beide 1962), Jerry Parrish (1963) und Charles Robert Jenkins (1965) der fünfte von insgesamt sieben US-Soldaten, die bis 2023 nach Nordkorea desertierten und dort verblieben, und zugleich der einzige, der nicht über die Grenze zwischen Nord- und Südkorea ins Land kam. Da Westdeutschland zu dieser Zeit keine diplomatischen Beziehungen zu Nordkorea unterhielt, müsste Chung im Falle einer Flucht, von Bayreuth kommend, entweder in der ČSSR oder in der DDR Kontakt zu einer nordkoreanischen Auslandsvertretung aufgenommen haben und von dort nach Nordkorea gebracht worden sein.
Chungs Vater hielt eine Fahnenflucht seines Sohnes für ausgeschlossen. Er vertrat die Auffassung, dass Chung von nordkoreanischen Kräften entführt wurde. Konkrete Anhaltspunkte dafür gibt es nicht. Allerdings spricht gegen eine Fahnenflucht, dass die innerdeutsche Grenze ebenso wie die ähnlich stark befestigte Grenze Westdeutschlands zur ČSSR auf die Verhinderung unkontrollierter Grenzübertritte ausgelegt war, sodass eine spontane Einreise des sprachunkundigen Chung unwahrscheinlich ist. Zudem entführte Nordkorea seit den 1960er-Jahren regelmäßig ausländische Staatsangehörige, wobei Südkoreaner und Japaner die größte Opfergruppe darstellen, neben der aber auch eine Rumänin (Doina Bumbea) und mehrere Libanesinnen (z. B. Siham Shraiteh) betroffen waren.

## Informationen des State Departements von 1993
2012 veröffentlichte das State Departement einige bis dahin als geheim eingestufte Originaldokumente aus dem Jahr 1993, die eine Fahnenflucht von Westdeutschland nach Nordkorea behandeln. Darin berichtet die US-amerikanische Botschaft in China 1993, sie sei unterrichtet worden, dass ein „koreanisch-amerikanischer“ Militärangehöriger 1980 von Westdeutschland über die ČSSR und die Sowjetunion nach Nordkorea geflüchtet sei. Er sei im Januar 1986 in einem 50 km nördlich von Pjöngjang gelegenen Gefängnis nach Misshandlungen durch das Wachpersonal gestorben.
Auch wenn einzelne Daten abweichen, werden diese Informationen teilweise mit dem Fall Roy Chung in Verbindung gebracht, weil ein anderes spurloses Verschwinden als das Chungs in der Region und in der Zeit nicht bekannt ist.